# Список прем'єр-міністрів Джибуті
У статті подано список прем'єр-міністрів Джибуті
| Порядок                  | Початок повноважень | Закінчення повноважень | Політична партія          |
| ------------------------ | ------------------- | ---------------------- | ------------------------- |
| Хасан Гулед Аптідон      | 27 червня 1977      | 12 липня 1977          | Народний прогресивний рух |
| Ахмед Діні Ахмед         | 12 липня 1977       | 5 лютого 1978          | Народний прогресивний рух |
| Абдалла Могамед Каміл    | 5 лютого 1978       | 2 жовтня 1978          | Народний прогресивний рух |
| Баркат Гурад Амаду       | 2 жовтня 1978       | 7 березня 2001         | Народний прогресивний рух |
| Ділейта Могамед Ділейта  | 7 березня 2001      | 31 березня 2013        | Народний прогресивний рух |
| Абдулкадер Каміл Могамед | з 31 березня 2013   |                        | Народний прогресивний рух |